# Prisma (S-gruppen)
Prisma är en finsk stormarknadskedja ägd av S-gruppen. Det finns Prisma butiker i Finland och i Estland. Det finns över 70 butiker i Finland och över 10 butiker i Estland. 